# PGC 5142
LEDA/PGC 5142 (auch NGC 527B) ist eine leuchtschwache Spiralgalaxie vom Hubble-Typ S im Sternbild Bildhauer am Südsternhimmel. Sie ist schätzungsweise 261 Millionen Lichtjahre von der Milchstraße entfernt und hat einen Durchmesser von etwa 45.000 Lichtjahren. Gemeinsam mit NGC 527 bildet sie ein gravitativ gebundenes Galaxienpaar.

Etwa drei Bogenminuten nördlich befindet sich das Galaxientrio NGC 526/PGC 5120/PGC 5135.